# Segunda División 1992-1993 (Spagna)
L'edizione 1992-93 della Segunda División fu il sessantaduesimo campionato di calcio spagnolo di seconda divisione. Il campionato vide la partecipazione di 20 squadre raggruppate in un unico gruppo. Le prime due della classifica furono promosse in Primera División mentre le ultime quattro furono retrocesse in Segunda División B. Erano previsti i play-off per la terza e la quarta in classifica.

## Classifica finale
|  |     | Classifica 1992-93 | Pt | G  | V  | N  | P  | GF | GS | DR  |
|  | --- | ------------------ | -- | -- | -- | -- | -- | -- | -- | --- |
|  | 1.  | UE Lleida          | 57 | 38 | 23 | 11 | 4  | 56 | 20 | +36 |
|  | 2.  | Real Valladolid    | 52 | 38 | 20 | 12 | 6  | 50 | 30 | +20 |
|  | 3.  | Racing Santander   | 52 | 38 | 23 | 6  | 9  | 56 | 38 | +18 |
|  | 4.  | Maiorca            | 50 | 38 | 21 | 8  | 9  | 57 | 34 | +23 |
|  | 5.  | Real Betis         | 43 | 38 | 16 | 11 | 11 | 49 | 33 | +16 |
|  | 6.  | Real Madrid B      | 42 | 38 | 15 | 12 | 11 | 57 | 41 | +16 |
|  | 7.  | Atlético Marbella  | 42 | 38 | 17 | 8  | 13 | 45 | 41 | +4  |
|  | 8.  | Barcellona B       | 39 | 38 | 15 | 9  | 14 | 59 | 55 | +4  |
|  | 9.  | CP Mérida          | 39 | 38 | 13 | 13 | 12 | 43 | 42 | +1  |
|  | 10. | Castellón          | 36 | 38 | 13 | 10 | 15 | 40 | 45 | -5  |
|  | 11. | Badajoz            | 36 | 38 | 14 | 8  | 16 | 37 | 36 | +1  |
|  | 12. | Compostela         | 35 | 38 | 10 | 15 | 13 | 35 | 39 | -4  |
|  | 13. | Villarreal         | 34 | 38 | 13 | 8  | 17 | 38 | 51 | -14 |
|  | 14. | Palamós            | 33 | 38 | 12 | 9  | 17 | 33 | 50 | -17 |
|  | 15. | Athletic Bilbao B  | 33 | 38 | 9  | 15 | 14 | 33 | 34 | -1  |
|  | 16. | Eibar              | 32 | 38 | 10 | 12 | 16 | 33 | 44 | -11 |
|  | 17. | Figueres           | 32 | 38 | 11 | 10 | 17 | 41 | 59 | -18 |
|  | 18. | Lugo               | 25 | 38 | 7  | 11 | 20 | 23 | 41 | -18 |
|  | 19. | Sestao Sport       | 24 | 38 | 7  | 10 | 21 | 29 | 54 | -25 |
|  | 20. | Sabadell           | 24 | 38 | 8  | 8  | 22 | 30 | 57 | -27 |

### Playoff
|                  | Andata | Ritorno |          |
| ---------------- | ------ | ------- | -------- |
| Racing Santander | 1-0    | 0-0     | Espanyol |
| Maiorca          | 1-3    | 1-2     | Albacete |

## Verdetti
- UE Lleida,  Real Valladolid e  Racing Santander promosse in Primera División 1993-1994.
- Figueres,  Lugo e  Sestao Sport retrocesse in Segunda División B 1993-1994.